# 呂藿
呂藿（1530年—？年），字忱卿，號日洲，湖南零陵人，明朝政治人物，嘉靖壬戌進士。

## 生平
湖廣鄉試第五名舉人，嘉靖四十一年（1562年），登進士第二甲第四十名。授戶部山西司主事，分校順天鄉試，歷工部、兵部、吏部三部郎中，掌考察分校禮闈，隆慶五年（1571年）六月陞提督四夷館、太常寺少卿，六年七月调用南京。
萬曆五年（1577年）七月，调补南京太常寺少卿，九月二月起復太常寺少卿，五月升南京右佥都御史、提督操江兼巡江事，张居正死後，十一年正月被革职閑住。

## 著作
有《巢南閣文集》。

## 家族
曾祖呂鍾，曾任縣主簿；祖父呂洪，曾任監生；父呂調陽。母鄧氏。具庆下。